# Dorogi Szabadidő SE
A Dorogi Szabadidő Sport Egyesület 1990-ben alakult sportegyesület volt Dorogon, amelyet a Dorogi Bányász SC-ben működött szakosztályok - kivéve a labdarúgókat, akik önállósultak - hozták létre. Célja, a jelentős hagyományokkal működő szakosztályok további működtetése, a támogatások elosztása. A kedvezőtlenné vált anyagi helyzet miatt jogutód nélkül szűnt meg 2002-ben. Funkcióját és feladatát, valamint a hagyományok továbbvitelét a menet közben megalakult Dorogi Egyetértés SE vállalta fel.